# Bách khoa toàn thư Toán học

Ảnh chụp màn hình Bách khoa toàn thư Toán học

Bách khoa toàn thư Toán học (tiếng Anh: Encyclopedia of Mathematics, viết tắt: EOM) là một công trình tham khảo lớn trong toán học.

## Tổng quan
Phiên bản 2002 chứa hơn 8.000 mục bao gồm hầu hết các lĩnh vực toán học ở cấp độ sau đại học, và bản trình bày có bản chất kỹ thuật. Cuốn bách khoa toàn thư được Michiel Hazewinkel biên tập và được xuất bản bởi Nhà xuất bản Học thuật Kluwer cho đến năm 2003, khi Kluwer trở thành một phần của Springer. CD-ROM chứa hình ảnh động và các đối tượng ba chiều.
Cuốn bách khoa toàn thư đã được dịch từ cuốn Matematicheskaya entsiklopediya (1977) của Liên Xô, ban đầu được chỉnh sửa bởi Ivan Matveevich Vinogradov và mở rộng với các bình luận và ba bổ sung thêm vài nghìn bài báo.
Cho đến ngày 29 tháng 11 năm 2011, một phiên bản tĩnh của bách khoa toàn thư có thể được xem trực tuyến miễn phí. URL này hiện chuyển hướng đến hóa thân wiki mới của EOM.

## WikiBách khoa toàn thư Toán học
Một phiên bản động mới của bách khoa toàn thư hiện có sẵn dưới dạng wiki công khai trực tuyến. Wiki mới này là sự hợp tác giữa Springer và Hiệp hội toán học châu Âu. Phiên bản mới của bách khoa toàn thư này bao gồm toàn bộ nội dung của phiên bản trực tuyến trước đó, nhưng tất cả các mục hiện có thể được cập nhật công khai để bao gồm những tiến bộ mới nhất trong toán học. Tất cả các mục sẽ được theo dõi về độ chính xác nội dung bởi các thành viên của ban biên tập  do Hiệp hội toán học châu Âu lựa chọn.

## Phiên bản

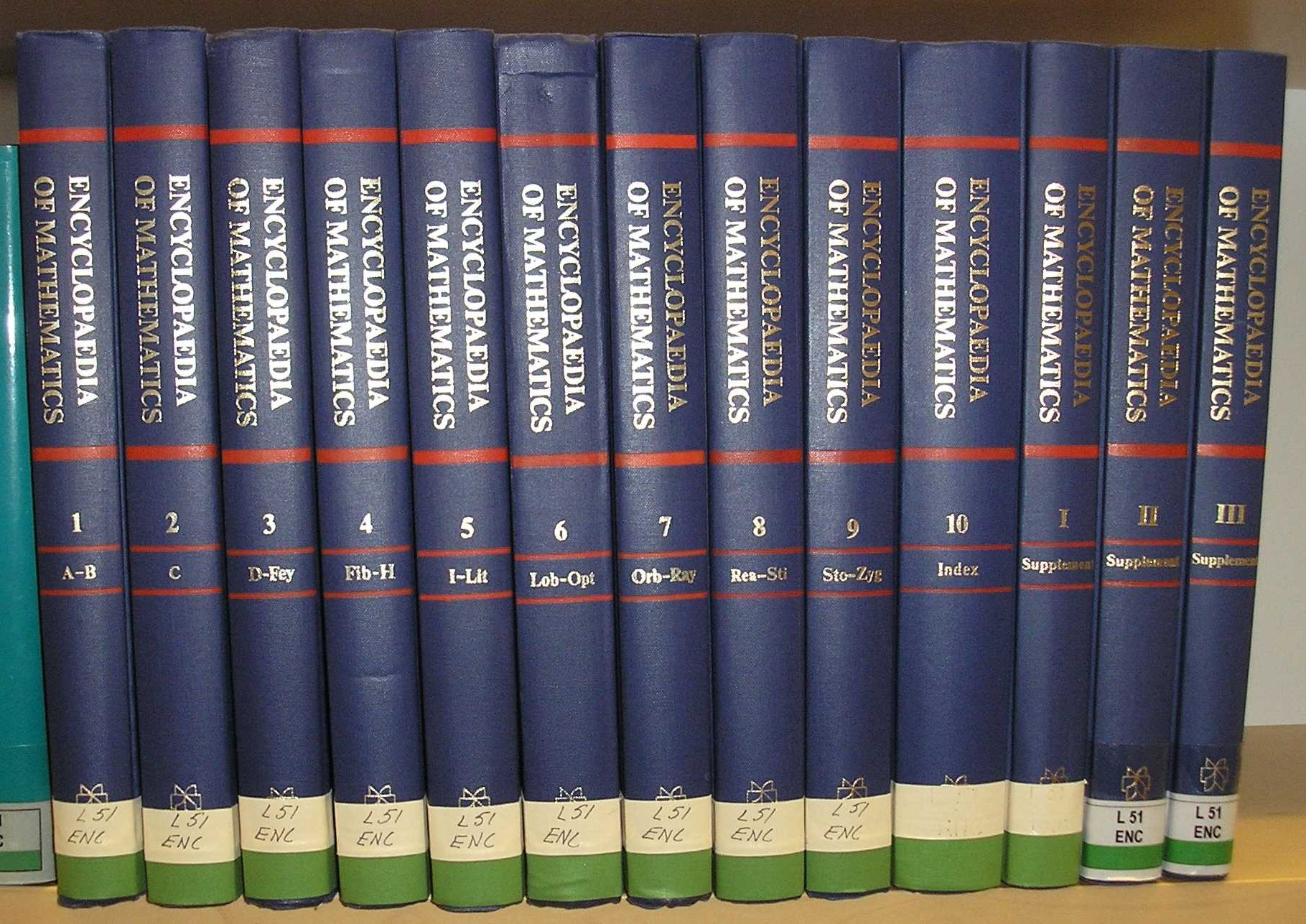
Một bộ hoàn chỉnh của bách khoa toàn thư Toán học tại một thư viện đại học.

- Vinogradov, IM (Ed.), Matematicheskaya entsiklopediya, Moscow, Sov. Entsiklopediya, 1977.
- Hazewinkel, M. (Ed.), Bách khoa toàn thư Toán học (bộ), Kluwer, 1994 (Mã số   1-55608-010-7). 
  - Hazewinkel, M. (Ed.), Từ điển bách khoa Toán học, Tập. 1 (A B B), Kluwer, 1987 (ISBN 1-55608-000-X).
  - Hazewinkel, M. (Ed.), Từ điển bách khoa Toán học, Tập. 2 (C), Kluwer, 1988 (ISBN 1-55608-001-8).
  - Hazewinkel, M. (Ed.), Từ điển bách khoa Toán học, Tập. 3 (Dạn Fey), Kluwer, 1989 (ISBN 1-55608-002-6).
  - Hazewinkel, M. (Ed.), Từ điển bách khoa Toán học, Tập. 4 (Fibốt H), Kluwer, 1989 (ISBN 1-55608-003-4).
  - Hazewinkel, M. (Ed.), Từ điển bách khoa Toán học, Tập. 5 (I mẹo Lit), Kluwer, 1990 (ISBN 1-55608-004-2).
  - Hazewinkel, M. (Ed.), Từ điển bách khoa Toán học, Tập. 6 (Thùy Opt), Kluwer, 1990 (ISBN 1-55608-005-0).
  - Hazewinkel, M. (Ed.), Từ điển bách khoa Toán học, Tập. 7 (Quỹ đạo Ray Ray), Kluwer, 1991 (ISBN 1-55608-006-9).
  - Hazewinkel, M. (Ed.), Từ điển bách khoa Toán học, Tập. 8 (Rea sâu Sti), Kluwer, 1992 (ISBN 1-55608-007-7).
  - Hazewinkel, M. (Ed.), Từ điển bách khoa Toán học, Tập. 9 (Sto Kiếm Zyg), Kluwer, 1993 (ISBN 1-55608-008-5).
  - Hazewinkel, M. (Ed.), Từ điển bách khoa Toán học, Tập. 10 (Chỉ mục), Kluwer, 1994 (ISBN 1-55608-009-3).
  - Hazewinkel, M. (Ed.), Từ điển bách khoa Toán học, Bổ sung I, Kluwer, 1997 (ISBN 0-7923-4709-9).
  - Hazewinkel, M. (Ed.), Từ điển bách khoa Toán học, Bổ sung II, Kluwer, 2000 (ISBN 0-7923-6114-8).
  - Hazewinkel, M. (Ed.), Từ điển bách khoa Toán học, Bổ sung III, Kluwer, 2002 (ISBN 1-4020-0198-3).
- Hazewinkel, M. (Ed.), Từ điển bách khoa Toán học trên CD-ROM, Kluwer, 1998 (ISBN 0-7923-4805-2).
- Bách khoa toàn thư Toán học, wiki công cộng được giám sát bởi một ban biên tập dưới sự quản lý của Hiệp hội toán học châu Âu.[2]